# Zygaena

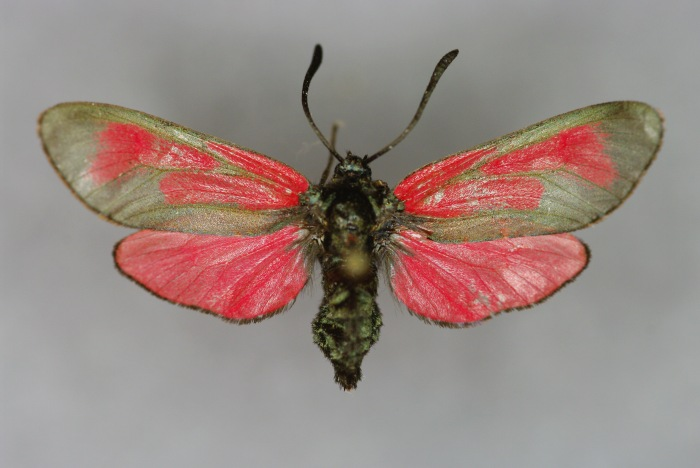
Kraśnik purpuraczek

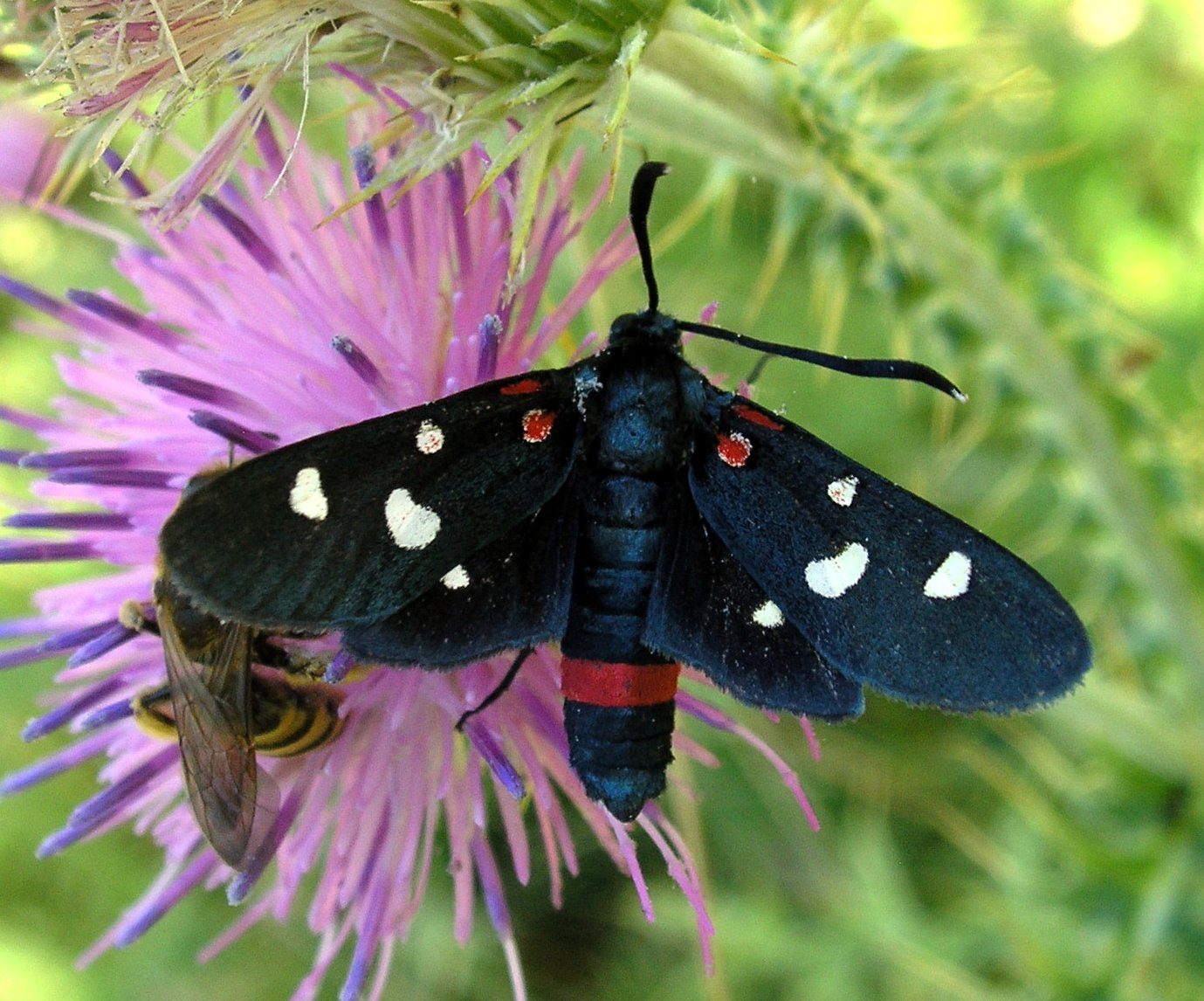
Kraśnik goryszowiec

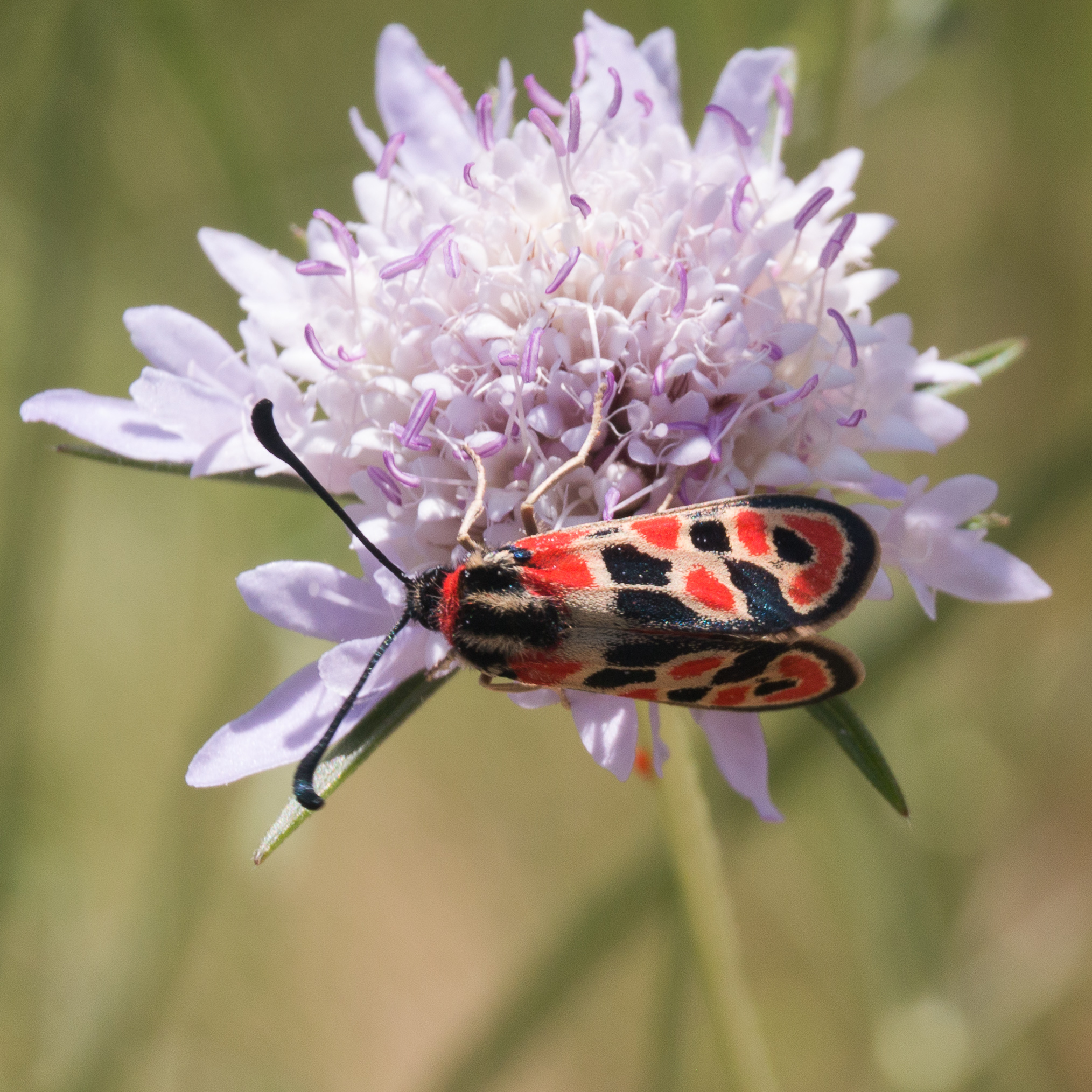
Zygaena fausta

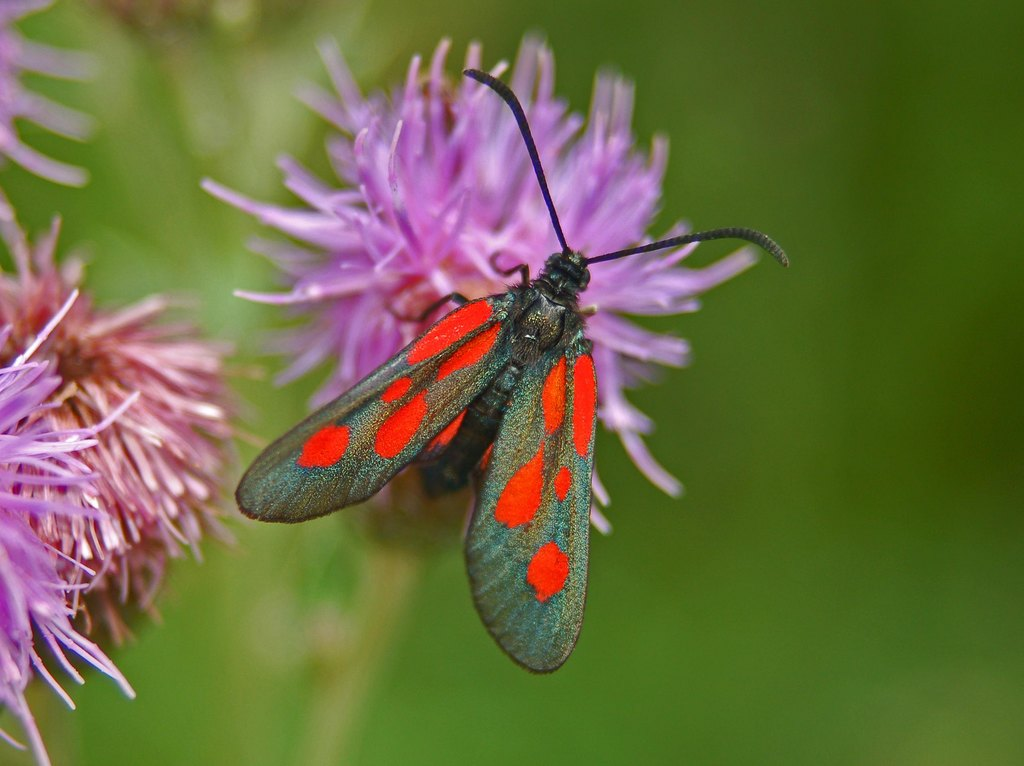
Zygaena romeo

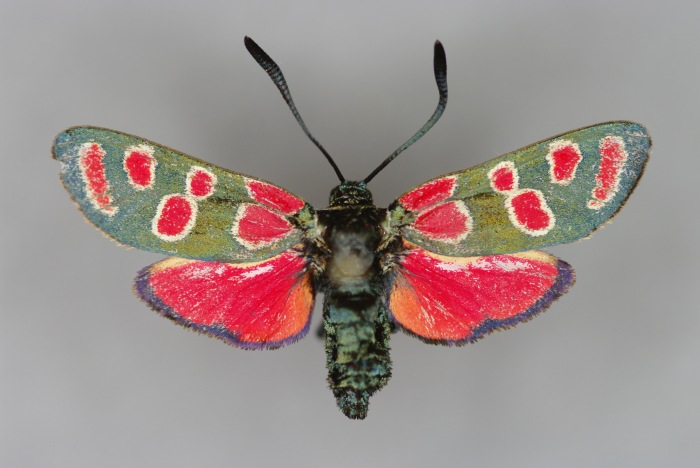
Kraśnik rzęsinowiec

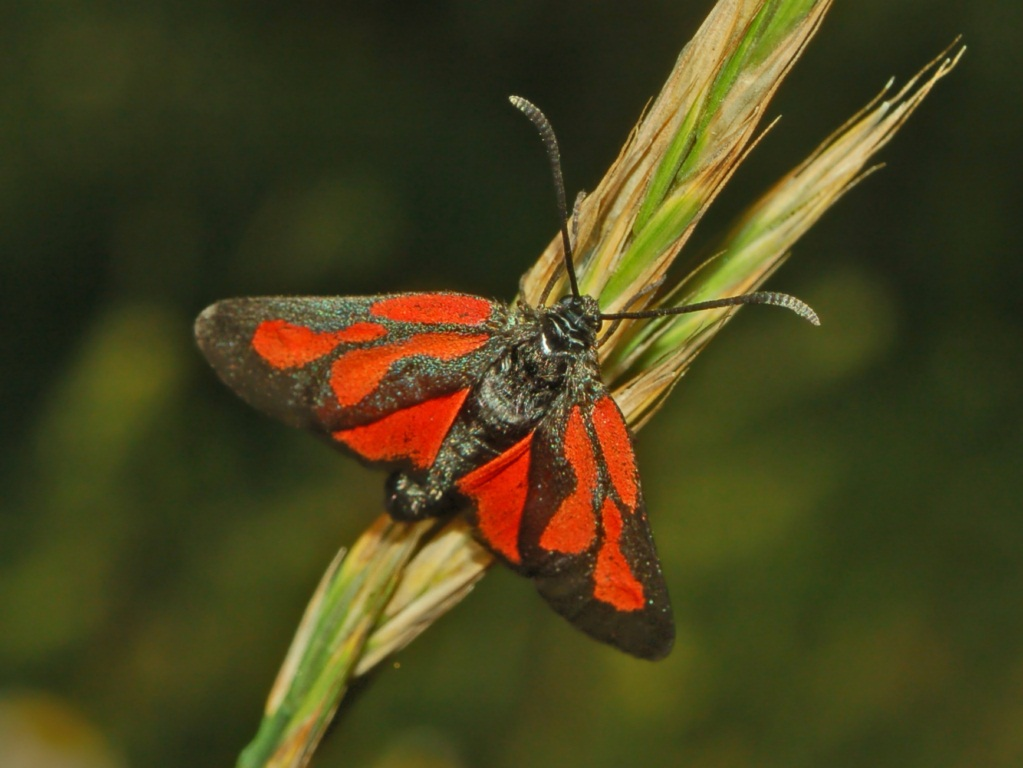
Zygaena osterodensis

Kraśnik (Zygaena) – rodzaj motyli z rodziny kraśnikowatych.
Należą tu motyle o średnich rozmiarach i krępej budowie ciała. Czułki mają maczugowate, drobno piłkowane. Przednie skrzydła mają czarne, zwykle metalicznie połyskujące tło i czerwone, żółte lub białe plamy. Ich użyłkowanie cechuje obecność pięciu żyłek radialnych, przy czym trzecia i czwarta wychodzą z wspólnego pnia. Tylne skrzydła są czerwone lub żółte z czarną obwódką albo czarne z plamką pośrodku. Strzępiny obu par skrzydeł zwykle są barwy czarnej, rzadziej szarej lub białożółtawej. Użyłkowanie tej pary odznacza się samodzielnymi żyłkami kubitalnymi pierwszą i drugą. Genitalia samca charakteryzują się jajowato zaokrąglonymi walwami o dobrze wykształconej koronie i pozbawionej sakulusa. Unkus ma formę parzystych, stosunkowo słabo zesklerotyzowanych, stożkowatych i owłosionych wyrostków. Liczne kolce na edeagusie osadzone są głównie na płytkach: grzbietowej i brzusznej. Samice mają długi ósmy tergit odwłoka, pokładełko o krótkich wargach, a przednie gonapofizy dłuższe niż tylne. Torebka kopulacyjna może być wyposażona w różnie rozwinięte znamię (signum) lub takowego pozbawiona.
Występują wyłącznie w Palearktyce. Pojaw owadów dorosłych zwykle ograniczony jest do 3–4 tygodni w miesiącach letnich. Zazwyczaj aktywne są one za dnia.
Współcześnie podział na podrodzaje, grupy gatunków i gatunki przedstawia się następująco:
- podrodzaj: Mesembrynus Hübner, [1819]
  - grupa gatunków: manlia
    - Zygaena seitzi Reiss, 1938
    - Zygaena nocturna Ebert, 1974
    - Zygaena kermanensis Tremewan, 1975
    - Zygaena turkmenica Reiss, 1933
    - Zygaena cacuminum Christoph, 1877
    - Zygaena speciosa Reiss, 1937
    - Zygaena cuvieri Boisduval, [1828]
    - Zygaena tamara Christoph, 1889
    - Zygaena manlia Lederer, 1870
    - Zygaena araxis Koch, 1936
    - Zygaena fredi Reiss, 1938
    - Zygaena mirzayansi Hofmann & Keil, 2010
    - Zygaena rubricollis Hampson, 1900
    - Zygaena hindukuschi Koch, 1937
    - Zygaena halima Naumann, 1977
    - Zygaena wyatti Reiss & Schulte, 1961
    - Zygaena aisha Naumann & Naumann, 1980
    - Zygaena ginnereissi Hofmann, 2000
    - Zygaena haematina Kollar, 1849
    - Zygaena fusca Hofmann, 2000
    - Zygaena lydia Staudinger, 1887

  - grupa gatunków: purpuralis
    - Zygaena brizae (Esper, 1800)
    - Zygaena rubicundus (Hübner, [1817])
    - Zygaena cambysea Lederer, 1870
    - Zygaena erythrus (Hübner, [1806])
    - Zygaena minos ([Denis & Schiffermüller], 1775) – kraśnik biedrzeniowiec
    - Zygaena pseudorubicundus Klír & Naumann, 2002
    - Zygaena purpuralis (Brünnich, 1763) – kraśnik purpuraczek
    - Zygaena alpherakyi Sheljuzhko, 1936

  - grupa gatunków: graslini
    - Zygaena graslini Lederer, 1855

  - grupa gatunków: cynarae
    - Zygaena cynarae (Esper, 1789) – kraśnik kminowiec

  - grupa gatunków: centaureae
    - Zygaena centaureae Fischer von Waldheim, 1832
    - Zygaena laeta (Hübner, 1790)
    - Zygaena huguenini Staudinger, 1887

  - grupa gatunków: corsica
    - Zygaena corsica Boisduval, [1828]

  - grupa gatunków: zuleima
    - Zygaena zuleima Pierret, 1837

  - grupa gatunków: favonia
    - Zygaena loyselis Oberthür, 1876
    - Zygaena favonia Freyer, 1844
    - Zygaena aurata Blachier, 1905
    - Zygaena sarpedon (Hübner, 1790) – kraśnik serpentynowiec
    - Zygaena contaminei Boisduval, 1834
    - Zygaena punctum Ochsenheimer, 1808
- podrodzaj: Agrumenia Hübner, [1819]
  - grupa gatunków: fausta
    - Zygaena excelsa Rothschild, 1917
    - Zygaena tremewani Hofmann & Reiss, 1983
    - Zygaena alluaudi Oberthür, 1922
    - Zygaena algira Boisduval, 1834
    - Zygaena fausta (Linnaeus, 1767)

  - grupa gatunków: hilaris
    - Zygaena youngi Rothschild, 1926
    - Zygaena maroccana Rothschild, 1917
    - Zygaena marcuna Oberthür, 1888
    - Zygaena hilaris Ochsenheimer, 1808

  - grupa gatunków: cocandica
    - Zygaena kavrigini Grum-Grshimailo, 1887
    - Zygaena truchmena Eversmann, 1854
    - Zygaena esseni Blom, 1973
    - Zygaena transpamirini Koch, 1936
    - Zygaena magiana Staudinger, 1889
    - Zygaena cocandica Erschoff, 1874
    - Zygaena pamira Sheljuzhko, 1919
    - Zygaena sogdiana Erschoff, 1874
    - Zygaena storaiae Naumann, 1974

  - grupa gatunków: olivieri
    - Zygaena ferganae Sheljuzhko, 1941
    - Zygaena chirazica Reiss, 1938
    - Zygaena naumanni Hille & Keil, 2000
    - Zygaena tenhagenova Hofmann, 2005
    - Zygaena haberhaueri Lederer, 1870
    - Zygaena olivieri Boisduval, [1828]
    - Zygaena sedi Fabricius, 1787

  - grupa gatunków: fraxini
    - Zygaena separata Staudinger, 1887
    - Zygaena rosinae Korb, 1903
    - Zygaena bakhtiyari Hofmann &Tremewan, 2005
    - Zygaena sengana Holik & Sheljuzhko, 1956
    - Zygaena fraxini Ménétriés, 1832
    - Zygaena escalerai Poujade, 1900
    - Zygaena formosa Herrich-Schäffer, 1852
    - Zygaena peschmerga Eckweiler & Görgner, 1981
    - Zygaena afghana Moore, [1860]

  - grupa gatunków: felix
    - Zygaena johannae Le Cerf, 1923
    - Zygaena felix Oberthür, 1876
    - Zygaena beatrix Przegendza, 1932

  - grupa gatunków: orana
    - Zygaena orana Duponchel, 1835

  - grupa gatunków: carniolica
    - Zygaena carniolica (Scopoli, 1763) – kraśnik rzęsinowiec, kraśnik karyncki
    - Zygaena occitanica (Villers, 1789)

  - grupa gatunków: exulans
    - Zygaena exulans (Hohenwarth, 1792)

  - grupa gatunków: viciae
    - Zygaena viciae ([Denis & Schiffermüller], 1775) – kraśnik wykowiec
    - Zygaena niphona Butler, 1877

  - grupa gatunków: loti
    - Zygaena christa Reiss & Schulte, 1967
    - Zygaena loti ([Denis & Schiffermüller], 1775) – kraśnik rogalik, kraśnik komonicowiec
    - Zygaena armena Eversmann, 1851
    - Zygaena ecki Christoph, 1882
    - Zygaena ignifera Korb, 1897
- podrodzaj: Zygaena Fabricius, 1775
  - grupa gatunków: anthyllidis
    - Zygaena anthyllidis Boisduval, [1828]

  - grupa gatunków: lavandulae
    - Zygaena lavandulae (Esper, 1783)
    - Zygaena theryi de Joannis, 1908

  - grupa gatunków: rhadamanthus
    - Zygaena rhadamanthus (Esper, [1789])
    - Zygaena oxytropis Boisduval, [1828] – kraśnik tyrreński
    - Zygaena problematica Naumann, 1966

  - grupa gatunków: persephone
    - Zygaena persephone Zerny, 1934

  - grupa gatunków: nevadensis
    - Zygaena mana (Kirby, 1892)
    - Zygaena nevadensis Rambur, 1858
    - Zygaena romeo Duponchel, 1835
    - Zygaena osterodensis Reiss, 1921

  - grupa gatunków: transalpina
    - Zygaena dorycnii Ochsenheimer, 1808
    - Zygaena ephialtes (Linnaeus, 1767) – kraśnik goryszowiec, kraśnik zmienny
    - Zygaena transalpina (Esper, 1780)
    - Zygaena angelicae Ochsenheimer, 1808 – kraśnik dzięgielowiec

  - grupa gatunków: filipendulae
    - Zygaena filipendulae (Linnaeus, 1758) – kraśnik sześcioplamek
    - Zygaena lonicerae (Scheven, 1777)
    - Zygaena trifolii (Esper, 1783) – kraśnik pięcioplamek
- podrodzaj: incertae sedis
  - †Zygaena miocaenica Reiss 1936[6]
  - †Zygaena turolensis Fernández-Rubio et al., 1991[7]